# Pułk Jazdy Poznańskiej

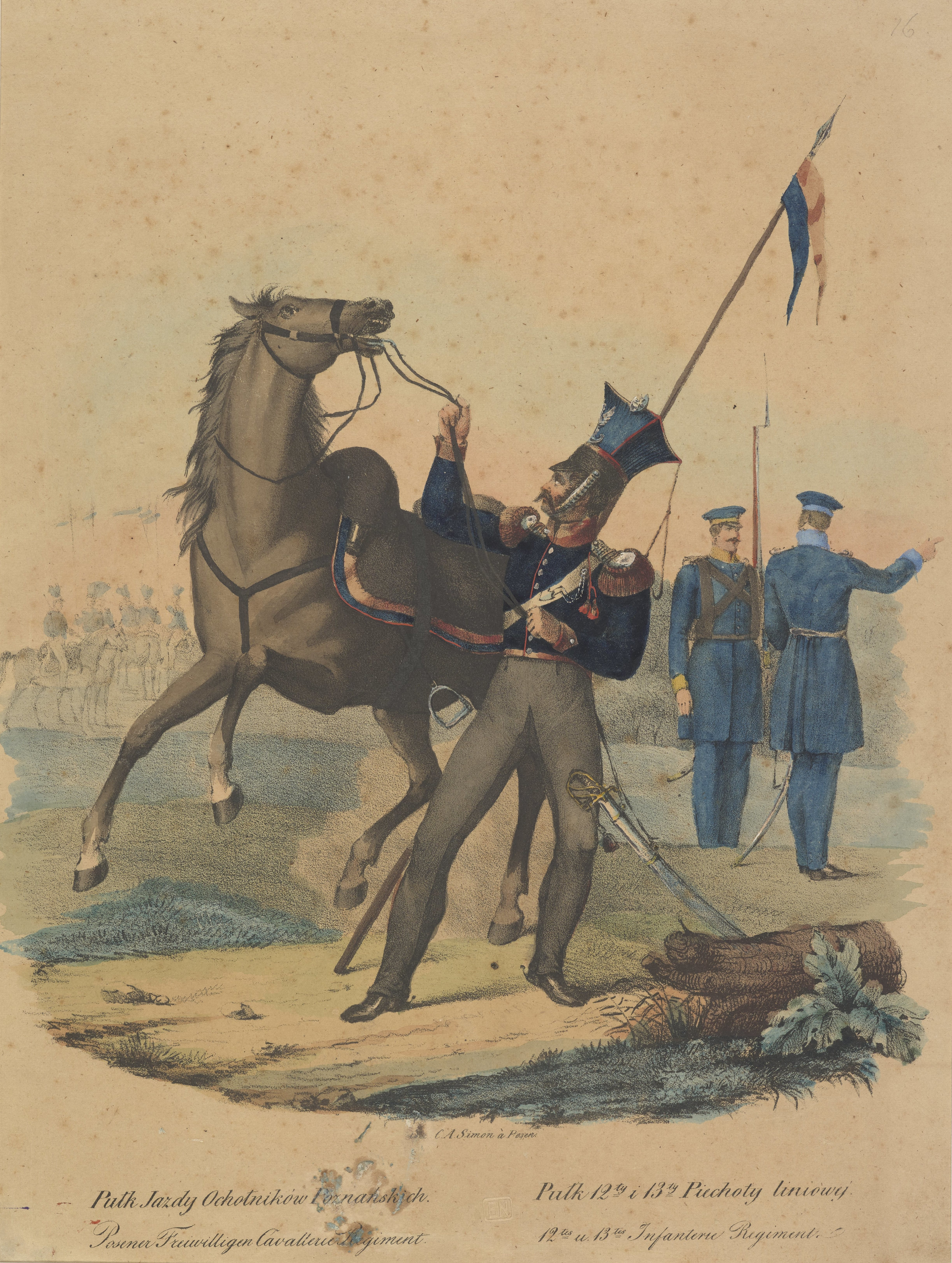
Żołnierz Pułku Jazdy Poznańskiej (w tle żołnierze 12 i 13 Pułku Piechoty Liniowej) na litografii wg wzoru Teofila Mielcarzewicza (ok. 1831)

Pułk Jazdy Poznańskiej – oddział jazdy Wojska Polskiego Królestwa Kongresowego.

## Historia
27 grudnia 1830 dyktator powstania listopadowego, generał dywizji Józef Chłopicki wyraził zgodę na sformowanie w Warszawie Chorągwi Kawalerii Narodowej. Na dowódcę chorągwi został wyznaczony Augustyn Brzeżański, kapitan byłego 5 pułk jazdy i kawaler Krzyża Komandorskiego „Virtuti Militari”. 19 sierpnia 1831 został mianowany pułkownikiem.
Siedemdziesięciu czterech żołnierzy Jazdy Poznańskiej zostało odznaczonych Krzyżami Wojskowymi „Virtuti Militari”, w tym trzydziestu dwóch złotymi, a czterdziestu dwóch srebrnymi.

## Oficerowie Jazdy Poznańskiej

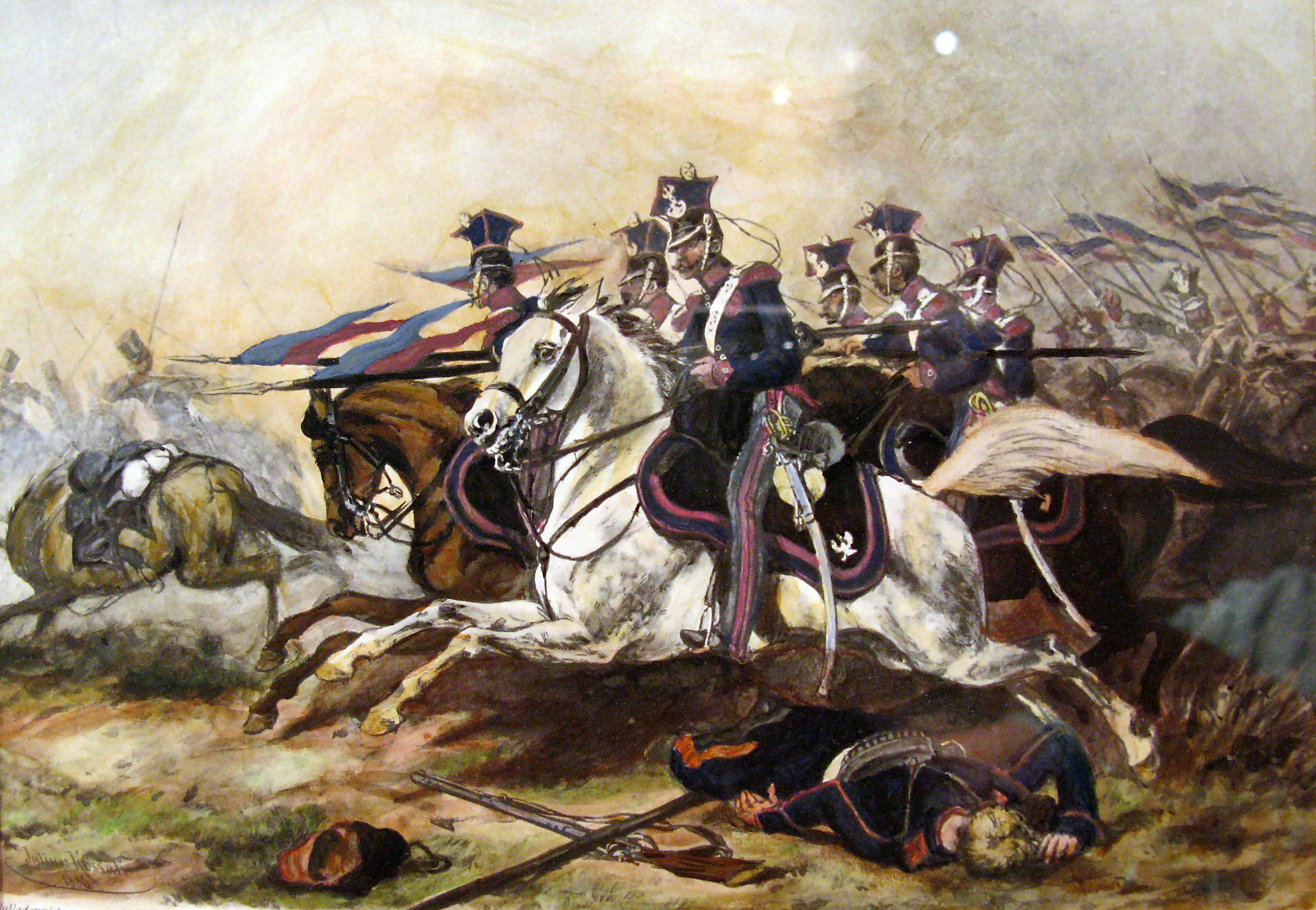
Juliusz Kossak, Szarża Jazdy Poznańskiej

- kpt. / płk Augustyn Ludwik Michał Brzeżański - dowódca pułku
- ppłk Józef Czyżewicz
- ppłk Kazimierz Halicki
- ppłk Jan Edward Jezierski
- por. Tertulian Koczorowski (5 IX 1831 Złoty KW)
- mjr Franciszek Mycielski († 29 V 1831 Rajgród)
- mjr Maciej Mielżyński
- mjr Leon Szmidkowski
- kpt. Konstanty Szczaniecki (30 VIII 1831 Złoty KW)
- por. Hieronim Błażowski (30 VIII 1831 Złoty KW)
- por. Stefan Garczyński (12 IX 1831 Złoty KW)
- por. Stanisław Służewski (31 VII 1831 Złoty KW)
- por. Adam Kołyszko

## Walki pułku
Pułk brał udział w walkach w czasie powstania listopadowego.
Bitwy i potyczki:
- Grochów (25 lutego 1831),
- Wawer (31 marca 1831),
- Dębe Wielkie (31 marca 1831),
- Ostrołęka (26 maja 1831),
- Rajgród (29 maja 1831),
- Wilno (17 czerwca 1831),
- Poniewież (5 i 12 lipca 1831),
- Szawle (7 lipca 1831),
- Owanta i Malaty (16 lipca 1831),
- Podbrodzie (17 lipca 1831),
- Zdzięcioł (24 lipca 1831),
- Ciechanowiec (31 lipca 1831),
- Nur (1 sierpnia 1831),
- Warszawa (6 i 7 września 1831)
- Świedziebno (4 października 1831).